# 明王寺 (徳島県神山町)

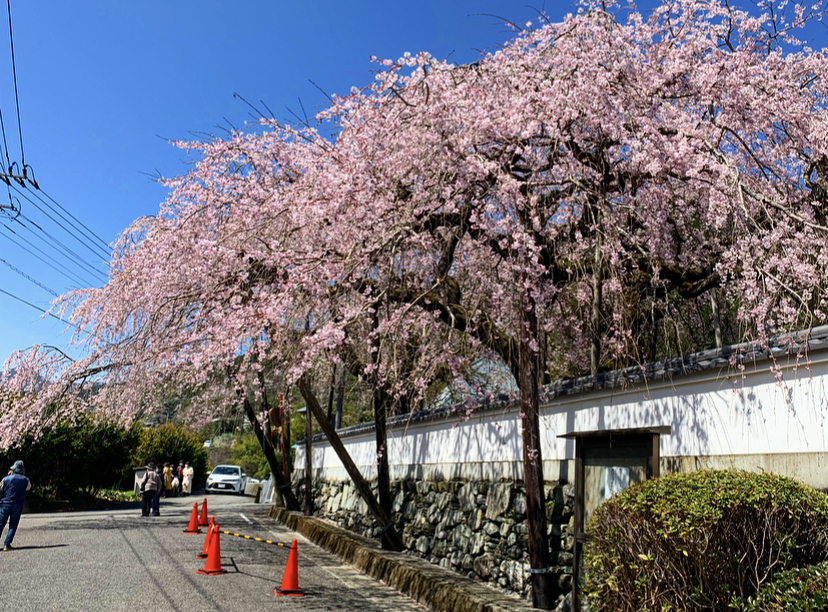
明王寺のシダレザクラ

明王寺（みょうおうじ）は、徳島県神山町にある真言宗善通寺派の寺院である。山号は 天神山。院号は 威徳院。本尊は不動明王。

## 歴史
創建年は不詳。
明王寺には、樹齢100年と80年の2本のしだれ桜があり、3月下旬から4月上旬にかけて見ごろを迎える。毎年開催されているしだれ桜まつりでは、寄井座による人形浄瑠璃、音楽演奏、餅つき、物産等の販売が行われる。

## 交通
- 高松自動車道「板野インターチェンジ」より車で約55分。
- JR「徳島駅」より車で約50分。